# NGC 5855
NGC 5855 је галаксија у сазвежђу Девица која се налази на NGC листи објеката дубоког неба.
Деклинација објекта је + 3° 59' 5" а ректасцензија 15h 7m 48,9s. Привидна величина (магнитуда) објекта NGC 5855 износи 14,2 а фотографска магнитуда 15,2. NGC 5855 је још познат и под ознакама CGCG 49-10, NPM1G +04.0455, PGC 54014.